# Tylophora villosa
Tylophora villosa är en oleanderväxtart som beskrevs av Carl Ludwig von Blume. Tylophora villosa ingår i släktet Tylophora och familjen oleanderväxter. Utöver nominatformen finns också underarten T. v. glauciramea.